# 다마 도시 모노레일선
다마 도시 모노레일 선(일본어: 多摩都市モノレール線 다마토시모노레에르센[*])은 다마 도시 모노레일이 운영하고 있는 모노레일이며, 도쿄도 히가시야마토시에 위치하는 가미키타다이 역과 다마시에 위치하는 다마 센터 역을 잇는 노선이다.
여객 안내 등에서는 '다마 모노레일'이라는 호칭이 통용되고 있다.

## 역사
- 1998년 11월 27일: 가미키타다이 - 다치카와키타 구간이 개통함.
- 2000년 1월 10일: 다치카와키타 - 다마 센터 구간이 개통함.

## 차량
- 1000계

## 역 목록
| 역 이름                 | 일본어 이름        | 거리 (km) | 접속 노선                                                | 소재지 | 소재지                          |
| ----------------------- | ------------------ | --------- | -------------------------------------------------------- | ------ | ------------------------------- |
| 가미키타다이            | 上北台             | 0.0       |                                                          | 도쿄도 | 히가시야마토시                  |
| 사쿠라 가도             | 桜街道             | 0.7       |                                                          | 도쿄도 | 히가시야마토시                  |
| 다마가와조스이          | 玉川上水           | 1.5       | 세이부 철도 하이지마 선                                  | 도쿄도 | 히가시야마토시                  |
| 스나가와나나반          | 砂川七番           | 2.5       |                                                          | 도쿄도 | 다치카와시                      |
| 이즈미 체육관           | 泉体育館           | 3.0       |                                                          | 도쿄도 | 다치카와시                      |
| 다치히                  | 立飛               | 3.6       |                                                          | 도쿄도 | 다치카와시                      |
| 다카마쓰                | 高松               | 4.2       |                                                          | 도쿄도 | 다치카와시                      |
| 다치카와키타            | 立川北             | 5.4       | 다치카와역 접속 주오 본선(주오 쾌속선), 오메 선, 난부 선 | 도쿄도 | 다치카와시                      |
| 다치카와미나미          | 立川南             | 5.8       | 다치카와역 접속 주오 본선(주오 쾌속선), 오메 선, 난부 선 | 도쿄도 | 다치카와시                      |
| 시바사키 체육관         | 柴崎体育館         | 6.5       |                                                          | 도쿄도 | 다치카와시                      |
| 고슈 가도               | 甲州街道           | 8.0       | 히노시                                                   | 도쿄도 |                                 |
| 만간지                  | 万願寺             | 9.3       | 히노시                                                   | 도쿄도 |                                 |
| 다카하타후도            | 高幡不動           | 10.5      | 히노시                                                   | 도쿄도 | 게이오 선, 게이오 전철 동물원선 |
| 호도쿠보                | 程久保             | 11.3      | 히노시                                                   | 도쿄도 |                                 |
| 다마 동물공원           | 多摩動物公園       | 12.3      | 히노시                                                   | 도쿄도 | 게이오 전철 동물원선            |
| 주오 대학·메이세이 대학 | 中央大学・明星大学 | 13.4      |                                                          | 도쿄도 | 하치오지시                      |
| 오쓰카·데이쿄 대학      | 大塚・帝京大学     | 14.3      |                                                          | 도쿄도 | 하치오지시                      |
| 마쓰가야                | 松が谷             | 15.1      |                                                          | 도쿄도 | 하치오지시                      |
| 다마 센터               | 多摩センター       | 16.0      | 게이오 전철 사가미하라 선 오다큐 전철 다마 선            | 도쿄도 | 다마시                          |